# Stesilea tuberculata
Stesilea tuberculata är en skalbaggsart som beskrevs av Anton Franz Nonfried 1894. Stesilea tuberculata ingår i släktet Stesilea och familjen långhorningar. Inga underarter finns listade i Catalogue of Life.